# La leggenda del serpente bianco
La leggenda del serpente bianco (白蛇伝?, Hakujaden) è un film del 1958 diretto e co-scritto da Taiji Yabushita. Si tratta del primo lungometraggio anime a colori, prodotto dalla Toei Dōga e distribuito in Giappone il 22 ottobre 1958 dalla Toei Company. Il film è basato su una celebre leggenda cinese della dinastia Song.

## Trama

Bai Niang e Xu Xian in una scena del film.

Xu Xian, un ragazzino di buon cuore che vive sulle rive del lago dell'ovest, compra al mercato un serpente bianco che trova carino, ma gli adulti lo costringono a liberarlo in un campo. Anni dopo, in una notte tempestosa, il serpente si trasforma in una giovane donna, Bai Niang. La donna prende come sua servitrice Shao Qing, un pesce trasformato in una ragazzina. Una mattina, l'ormai adulto Xu Xian esce a suonare il flauto con i suoi amici Panda e Mimi (due cuccioli di panda gigante e panda minore) e, seguendo una melodia che risponde al suono del flauto, incontra Bai Niang che però scompare nel nulla. Nel frattempo, Panda e Mimi trovano l'erhu fonte della melodia seguendo Shao Qing, e lo portano a Xu Xian.
Durante la notte, quando Xu Xian suona il flauto, l'ehru inizia a rispondere da solo alla melodia. La mattina dopo Xu Xian e i suoi amici vanno a cercare Bai Niang e incontrano Shao Qing, la quale li conduce dalla sua padrona che vive in una villa in rovina da lei restaurata con la magia. Bai Niang chiede a Xu Xian di tenere l'ehru e lo invita a passare del tempo con lei nel giardino, dove i due si innamorano. Nel frattempo Panda e Mimi si mettono a giocare con un drago di legno, ma questo vola via portando con sé i due animali e Shao Qing. Il drago si schianta sul tetto della tesoreria, da cui Shao Qing porta via due gioielli a forma di stella per regalarli agli innamorati. Il furto viene presto scoperto, e il bonzo Hokai (che ha seguito la vicenda e riconosce in Bai Niang uno yōkai) denuncia Xu Xian e Bai Niang. Nella notte, Xu Xian viene arrestato e nega il coinvolgimento di Bai Niang. Le guardie si recano anche a casa della donna, la quale vola via con Shao Qing sotto i loro occhi facendo tornare la villa in rovina. Xu Xian viene infine accusato di stregoneria e condannato all'esilio a Suzhou.
Xu Xian non riesce a smettere di pensare a Bai Niang, il cui spirito gli fa visita nel sonno. Hokai, anch'egli in città, lo ammonisce sulla pericolosità di Bai Niang e lo informa che la donna è in realtà un serpente bianco. Xu Xian va quindi alla ricerca di Bai Niang, ritrovando nel frattempo Panda e Mimi. L'uomo ritrova Bai Niang in una pagoda, ma il loro incontro viene interrotto da Hokai che impegna Bai Niang in un duello di magia, vincendo. Cercando di fermare lo spirito di Bai Niang in fuga, Xu Xian cade da un precipizio e muore. Mentre Hokai porta il corpo di Xu Xian nel suo tempio per seppellirlo, lo spirito di Bai Niang fa visita al Re Drago per chiedergli di resuscitare Xu Xian al prezzo dei suoi poteri magici. Il Re Drago le dà allora il Fiore della Vita e la fa tornare umana. Bai Niang e Shao Qing vanno al tempio di Hokai, ma il bonzo le respinge con la magia. Con l'aiuto di Shao Qing e dei suoi amici pesci, Panda, Mimi e i loro nuovi amici animali riescono a portare il Fiore della Vita a Xu Xian. Quando egli risorge, Hokai si rende finalmente conto che Bai Niang ha dato la sua magia per la vita di Xu Xian. I due innamorati possono così andarsene dall'isola insieme e felici, mentre gli animali rimangono con Hokai e Shao Qing si ritrasforma in pesce.

## Produzione
Shin Uehara adattò la leggenda mantenendo l'etnia cinese dei personaggi. La decisione di utilizzare una storia cinese come soggetto venne dal presidente della Toei Dōga Hiroshi Ōkawa, che voleva fare un tentativo di riconciliazione con i vicini asiatici.
Data l'epoca di produzione, il film spinse al limite la tecnologia di animazione giapponese. Il film fu un grande progetto su larga scala, con 214.154 disegni, un costo astronomico di 40 milioni di yen e venti mesi di produzione. Per l'animazione dei personaggi umani venne usata la tecnica del rotoscope. Storicamente, questo film segnò il primo tentativo della Toei di seguire l'esempio degli studi d'animazione americani, diventando la cosiddetta "Disney d'Oriente".
Rintarō, che sarebbe poi diventato un regista ben noto e rispettato di animazione giapponese, ebbe il suo primo lavoro nel settore dell'animazione a 17 anni come intercalatore in questo film.

## Distribuzione

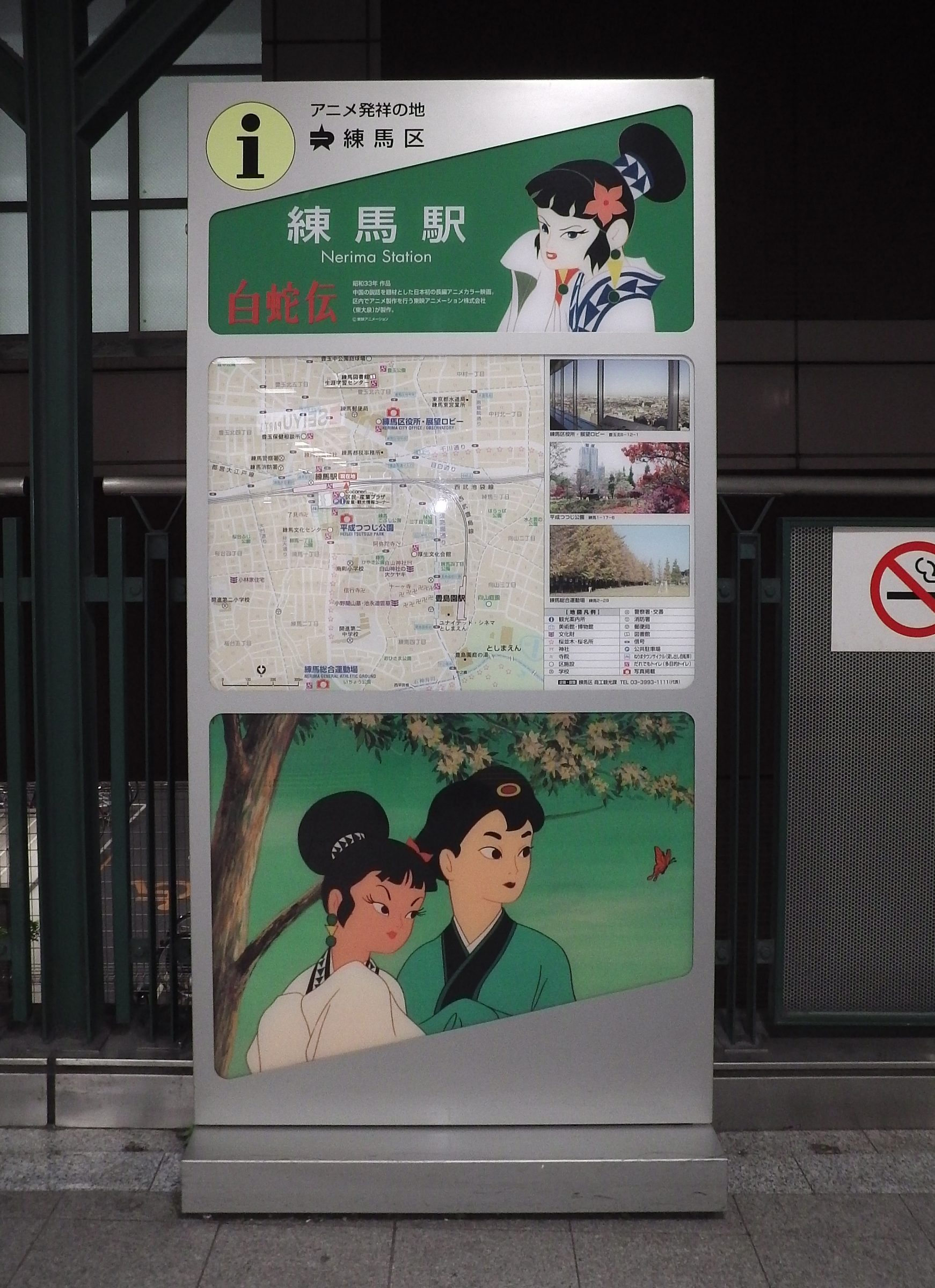
Immagini del film sulla mappa della stazione di Nerima. A Nerima si trova la sede della Toei.

La leggenda del serpente bianco fu il primo film anime ad essere stato distribuito fuori dal Giappone, e uno dei primi tre distribuiti negli Stati Uniti. La versione statunitense apportò delle modifiche al film, ad esempio spacciando Mimi per un gatto. Inoltre, tutti i nomi del team di produzione giapponese vennero rimossi dai titoli di testa.

### Data di uscita
Le date di uscita internazionali sono state:
- 22 ottobre 1958 in Giappone
- 15 marzo 1961 negli Stati Uniti (Panda and the Magic Serpent)
- 9 gennaio 1964 in Messico (La serpiente blanca)
- 14 aprile 2004 in Francia (Le serpent blanc)

### Edizione italiana
La versione italiana del film fu trasmessa direttamente in televisione il 12 dicembre 1970 sul Secondo Programma, all'interno del programma Mille e una sera. Il doppiaggio, eseguito dalla C.I.D., è caratterizzato da una maggior presenza del narratore che (in scene in cui nella versione originale è assente) descrive gli accadimenti della trama o spiega alcuni aspetti della cultura orientale. Le canzoni sono lasciate in lingua originale, con i doppiatori che le traducono sommariamente in oversound.

### Edizioni home video
Il film fu distribuito in DVD-Video in Giappone dalla Toei Video il 21 luglio 2002; il 1º luglio 2008 fu pubblicata un'edizione limitata che include come extra una galleria artistica.
Il 26 aprile 2018 il film è stato distribuito in DVD in Italia dalla Terminal Video Italia su licenza Dynit, nella collana Toei Classics. Il DVD presenta il film in giapponese sottotitolato, mentre la versione italiana incompleta (a causa del grave danneggiamento del terzo rullo) è stata inclusa come extra insieme al trailer.
Il 9 ottobre 2019 il film è stato pubblicato in Blu-ray Disc in Giappone dalla Toei Video, con un nuovo master 4K realizzato nel 2018 da Toei Company, Toei Animation e National Film Archive of Japan a partire dal negativo originale in 35mm, proiettato in anteprima nella sezione Cannes Classics del Festival di Cannes 2019. Il BD include come contenuti speciali il trailer e un filmato sul restauro, e nella confezione sono presenti vari extra cartacei come un booklet di 60 pagine e ristampe della sceneggiatura, degli storyboard e di materiali pubblicitari.

## Riconoscimenti
- 1959 - Mostra internazionale d'arte cinematografica[9]
  - Diploma speciale per i film a soggetto per i ragazzi da 13 a 18 anni
- 1959 - Mainichi Film Concours
  - Premio speciale